# Pascula
Pascula is een geslacht van weekdieren uit de klasse van de Gastropoda (slakken).

## Soorten
- Pascula citrica (Dall, 1908)
- Pascula darrosensis (E. A. Smith, 1884)
- Pascula muricata (Reeve, 1846)
- Pascula ochrostoma (Blainville, 1832)
- Pascula ozenneana (Crosse, 1861)
- Pascula rufonotata (Carpenter, 1864)
- Pascula submissa (E. A. Smith, 1903)